# Jindal Steel and Power
Jindal Steel & Power ist der drittgrößte indische Stahlproduzent, der sich seit seiner Gründung zu Beginn der 1950er Jahre zu einem der größten Stahlkonzerne des Landes entwickelt hat.
Gegründet wurde der Konzern von Om Prakash Jindal, der im Jahr 1952 nahe der Stadt Kalkutta einen Produktionsbetrieb für Stahlrohre errichtete.
Heute fördert der Konzern an unterschiedlichen Standorten in Indien, Afrika, Australien, Indonesien und in Oman Eisenerz und Kohle, besitzt Werke zur Energieerzeugung und stellt Stahlprodukte in großer Bandbreite her. Dabei arbeiten 20.000 Beschäftigte für das Unternehmen.
Die vier Söhne des Gründervaters leiten heute die unterschiedlichen Zweigbetriebe des Jindal-Konzerns:
- Prithviraj Jindal leitet Jindal Saw Ltd., Jindal United Steel Inc.(USA) und Saw Pipes Inc. (USA)
- Sajjan Jindal leitet JSW Steel Ltd., Jindal Thermal Power Company Ltd., South West Port Ltd., Jindal Praxair Oxygen Company Ltd. und Southern Iron and Steel Company Ltd.
- Ratan Jindal leitet Jindal Stainless Ltd.
- Naveen Jindal leitet Jindal Steel & Power Ltd. und Jindal Power Ltd.